# Joy Ellis
Joy Ellis (* um 1990) ist eine britische Musikerin (Piano, E-Piano, Gesang) und Songwriterin des Modern Jazz.

## Leben und Wirken
Ellis studierte an der Guildhall School of Music and Drama. Nach ihrem Abschluss tourte sie weltweit; u. a. trat sie im Ronnie Scott’s Jazz Club, im Barbican Pit Theatre in London, auf dem London Jazz Festival und dem No Black Tie Jazz Club in Kuala Lumpur auf. Sie wurde ausgewählt, um mit der Sängerin Eska an einer Kompositions-Artist in Residence in Manchester zu arbeiten. 2016 nahm sie mit James Copus, Binker Golding, Rob Luft (Gitarre), Henrik Jensen (Bass) und Adam Osmianski (Schlagzeug) ihr Debütalbum Life on Land (F-IRE) auf, gefolgt von Dwell (O-tio, 2020). John Lewis (The Guardian) lobte ihre Fähigkeiten als Songwriterin; ihre Texte seien nicht nachträglich hinzufügt, sondern „poetische, impressionistische Reisen, die oft in der dritten Person erzählt werden und häufig den Akt des Musikmachens hinterfragen.“ Ihre Hardbop-Soli seien gut strukturiert. Die improvisatorische Musikalität überwältige die Songs kaum.
Ellis lebt in London und unterrichtet am New Morley College und am Junior Department der Guildhall School.